# 青春勿語
為2014年上映的韓國劇情片，根據2004年发生在韩国密陽市的真实事件密陽性暴力事件改编，關係青少年霸凌和社會現實問題，由電影《幸福》導演組出身的李銖真執導。由主角韓恭珠的遭遇，透露青少年之間的連鎖暴力，以及學校、家庭和社會間的病態牽連。
該片於2013年10月4日在第18屆釜山國際電影節首映，並獲得市民評論家獎和CGV Movie Collage獎。2014年4月17日在韓國院線上映後僅12日便收穫超過15萬名觀影人次的票房，創下韓國獨立電影劇情片用時最短動員最多觀眾的影片紀錄。

## 演員陣容

### 主要人物
- 千玗嬉 飾演 韓恭珠
- 鄭仁仙 飾演 李恩熙
- 金素英 飾演 全華玉

### 其他人物
- 李英蘭 飾演 趙女士
- 權範澤 飾演 派出所所長
- 趙大熙（조대희） 飾演 李南道
- 金崔永俊（김최용준） 飾演 東允
- 金賢俊 飾演 民浩
- 柳承穆 飾演 韓恭珠的父親
- 成汝真（성여진） 飾演 韓恭珠的母親
- 金正錫 飾演 動物醫院院長
- 孫瑟琪 飾演 敏書
- 李清熙（이청희） 飾演 清熙
- 金藝媛（김예원） 飾演 藝媛
- 李紫妍（이자연） 飾演 紫妍
- 河智雅（하지아） 飾演 班主任
- 林東錫（임동석） 飾演 東允的父親
- 吳熙俊 飾演 民浩的夥伴1
- 全俊榮（전준영） 飾演 民浩的夥伴2
- 李承澤（이승택） 飾演 民浩的夥伴6
- 閔慶珍 飾演 校監
- 鄭寒斌（정한빈） 飾演 婦產科醫生
- 白智媛 飾演 護士長
- 李世朗 飾演 泳裝女售貨員
- 董賢培 飾演 游泳教練
- 禹惠真（우혜진） 飾演 學生家長2
- 李恩珠（이은주） 飾演 便利商店顧客
- 姜大賢（강대현） 飾演 民浩夥伴
- 金志洙 飾演 民浩夥伴

## 獎項榮譽
- 2013年：第18屆釜山國際電影節（英语：18th Busan International Film Festival）

—市民評論家獎
—CGV Movie Collage獎
- 2013年：第39屆首爾獨立電影節

—熱血工作人員獎（洪宰植）
- 2013年：第13屆馬拉喀什國際影展

—大獎金星獎
- 2014年：第43屆鹿特丹国际电影节

—老虎獎
- 2014年：第16屆多维尔亚洲电影节

—評審團獎
—影評人獎
—觀眾獎
- 2014年：第28屆瑞士佛立堡國際電影節

—大獎
—Ecumenical評審團獎
- 2014年：第18屆加拿大奇幻電影節

—觀眾獎—最佳亞洲電影銀獎
- 2014年：第14屆韓國導演選擇獎

—年度新人女演員獎（千玗嬉）
—年度獨立電影導演獎（李銖真）
- 2014年：第47屆錫切斯電影節

—Official Noves Visions最佳電影
- 2014年：第34屆韩国电影评论家协会奖

—最佳劇本（李銖真）
—最佳女主角（千玗嬉）
- 2014年：第35屆青龍電影獎

—最佳女主角（千玗嬉）
—最佳新人導演（李銖真）
- 2015年：第10屆Max Movie最佳電影獎

—最佳女演員（千玗嬉）
—最佳獨立電影
- 2015年：第2屆野花電影獎

—大獎
—最佳女主角（千玗嬉）
- 2015年：第51屆百想藝術大獎

—電影部門 最佳新人女演員（千玗嬉）
- 2015年：第6屆韓國年度電影獎

—最佳電影
—最佳女主角（千玗嬉）
—最佳發現（千玗嬉）

## 外部連結
- NAVER上《青春勿語》的資料
- Daum上《青春勿語》的資料

- 韩国电影数据库（KMDb）上《青春勿語》的資料
- 互联网电影数据库（IMDb）上《青春勿語》的资料（英文）
- 豆瓣电影上《青春勿語》的資料 （简体中文）
- Yahoo奇摩電影上《青春勿語》的資料（繁體中文）
- 開眼電影網上《青春勿語》的資料（繁體中文）
- Box Office Mojo上《青春勿語》的资料（英文）